# Ernie Lively
Ernie Lively, właściwie Ernest Wilson Brown Jr. (ur. 29 stycznia 1947 w Baltimore, zm. 3 czerwca 2021 w Los Angeles) – amerykański aktor filmowy i telewizyjny.

## Życiorys
Urodził się w Baltimore w stanie Maryland jako syn Beatrice Gray (z domu Walton) i Ernesta W. Browna Sr.. Miał siostrę Judith.
Na swoim koncie aktorskim ma ponad sto ról w filmach kinowych i telewizyjnych, jak i serialach. Najbardziej znany z występów w komedii sensacyjnej Ostry poker w Małym Tokio (Showdown in Little Tokyo, 1991), filmie akcji Pasażer 57 (Passenger 57, 1992) i komedioodramacie Stowarzyszenie wędrujących dżinsów (Sisterhood of the Traveling Pants, 2005). Widzowie amerykańskiej telewizji kojarzą go z popularnych spotów reklamowych.

## Życie prywatne
W 1979 poślubił menadżerkę Elaine (McAlpin) Lively i przejął jej nazwisko. Mieli troje dzieci: dwie córki - Lori Lynn (ur. 9 listopada 1966) i Blake (ur. 25 sierpnia 1987) oraz syna Erica Lawrence’a (ur. 31 sierpnia 1981). Wychowywali także dwójkę dzieci z poprzedniego związku Elaine: syna Jasona (ur. 12 marca 1968) i córkę Robyn (ur. 7 lutego 1972).
Zamieszkał z żoną w Heber City w stanie Utah. W 2003 roku Ernie przeżył atak serca. W listopadzie 2013 był leczony za pomocą terapii komórkami macierzystymi w ramach eksperymentalnej procedury. Zmarł 3 czerwca 2021 w wieku 74 lat z powodu powikłań kardiologicznych.

## Filmografia
- 1980: Diukowie Hazzardu
- 1989: Turner i Hooch
- 1989: Niewinny człowiek
- 1989: Zbrodnia ze snu
- 1990: Wygrać ze śmiercią
- 1990: Air America
- 1991: Człowiek z księżyca
- 1991: Ostry poker w Małym Tokio
- 1992: Pasażer 57
- 1992: Stój, bo mamuśka strzela
- 1992: Lunatycy
- 1993: Bogate biedaki
- 1995: Moja rodzina
- 1995: Z Archiwum X
- 1996: Nieugięci
- 1996: Plaże Malibu
- 1998: Zakręcony
- 1999: Trzynaste piętro
- 2001: American Pie 2
- 2005: Stowarzyszenie wędrujących dżinsów
- 2008: Stowarzyszenie wędrujących dżinsów 2